# Amstel
Amstel Brewery é uma cervejaria holandesa fundada em 1870 na Mauritskade em Amsterdã. Foi adquirida pela Heineken International em 1968, e a fábrica de cerveja foi fechada em 1982, com a produção sendo transferida para a fábrica principal da Heineken em Zoeterwoude.

## História

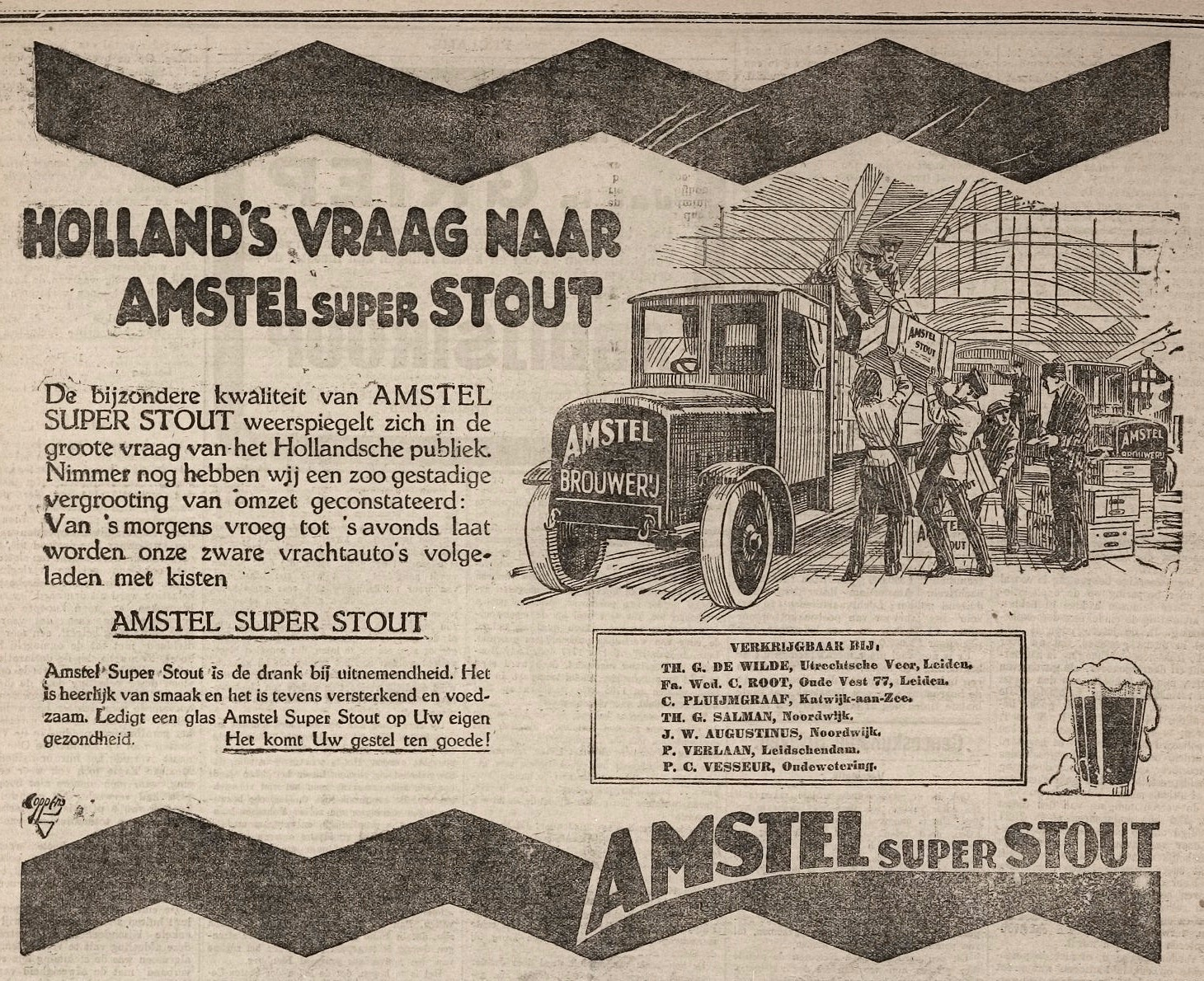
Um anúncio de "Amstel super Stout" de 1922.

A cervejaria foi fundada por Charles Antoine de Pesters (1842-1915), Johannes Hendrikus van Marwijk Kooy (1847-1916) e Willem Eduard Uhlenbroek (1839-1880). De Pesters e Van Marwijk Kooy eram cunhados, ambos vindos de famílias muito ricas de Amsterdã. O pai de Uhlenbroek era dono de uma pequena refinaria de açúcar em Amsterdã. A cervejaria foi nomeada com o nome do rio Amstel. A primeira pedra simbólica da cervejaria foi lançada em 11 de junho de 1870. A primeira cerveja foi concluída em 25 de outubro de 1871 e dois meses e meio depois, em 9 de janeiro de 1872, a primeira cerveja foi entregue aos clientes. A cervejaria foi inaugurada oficialmente em 15 de janeiro de 1872. Nessa época, sua capacidade anual de fermentação era de 10.000 hectolitros (220.000 galões imp). Para o armazenamento da cerveja, o gelo de inverno dos canais era guardado em caves especiais de parede dupla. Originalmente, as cervejas Amstel eram bebidas principalmente em Amsterdã. A expansão fora de Amsterdã ocorreu mais ou menos paralela ao desenvolvimento da rede ferroviária holandesa. Os agentes foram nomeados nas cidades ao longo das novas linhas ferroviárias. A partir de 1883, as cervejas Amstel também foram exportadas para a Grã-Bretanha e as Índias Orientais Holandesas. Em 1884, foi construída uma fábrica de engarrafamento especial para exportação, onde cervejas "tropicais" para as Índias Orientais Holandesas e outros mercados estrangeiros eram pasteurizadas e embaladas em barris de metal.
Em 1 de janeiro de 1891, a empresa De Pesters, Kooy & Co. operando sob o nome de Beiersch Bierbrouwerij De Amstel (Cervejaria de Cerveja da Baviera De Amstel), foi transformada em uma sociedade anônima. Em 1915, a produção de Amstel havia aumentado vinte vezes e em 1926, Amstel consistia em um terço das exportações de cerveja holandesas. Em 1941, a Amstel, junto com a Heineken, comprou a cervejaria Van Vollenhoven's Bierbrouwerij de Amsterdã, que foi fechada em 1961.

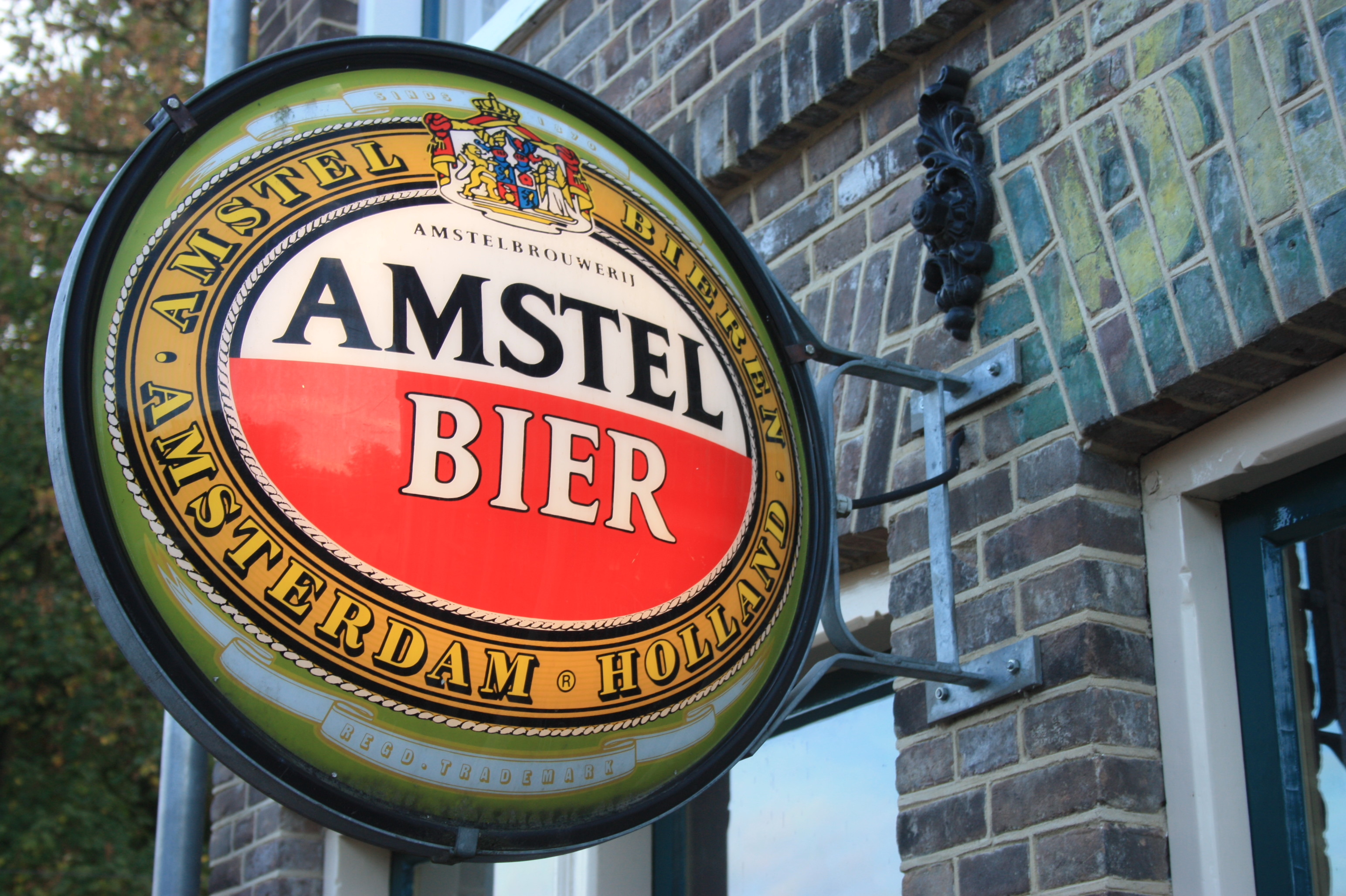
Placa da cerveja Amstel no Museu ao Ar Livre de Arnhem.

Em 1954, Amstel construiu uma cervejaria na Guiana Holandesa. Alguns anos depois, a Amstel foi a primeira cervejaria holandesa a exportar cerveja em lata. Naquela época, as exportações totais de cerveja Amstel eram de 101.000 hectolitros. Em 1958, uma subsidiária da Amstel produziu sua primeira cerveja na Jordânia. Em 1960, a terceira subsidiária da Amstel foi aberta em Curaçao. 1963 viu a abertura de duas novas cervejarias, uma em Porto Rico e outra na Grécia.
A Amstel foi comprada pela Heineken International em 1968. Em 1972, a Cervejaria Amstel em Amsterdã foi fechada e a produção foi realocada para a fábrica principal da Heineken em Zoeterwoude. O prédio da Mauritskade foi demolido. Apenas o antigo prédio administrativo foi mantido e desde então se tornou parte da Hogeschool van Amsterdam.

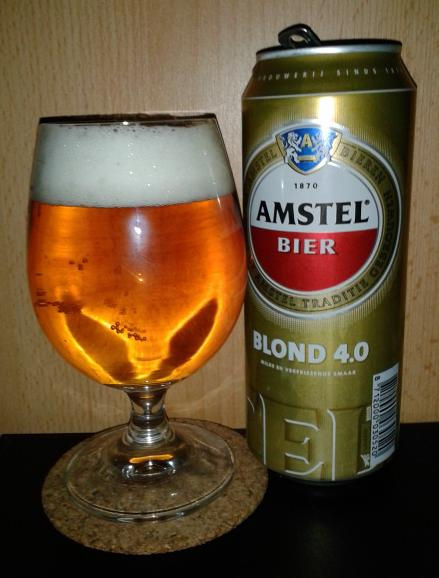
Amstel Blond 4.0.

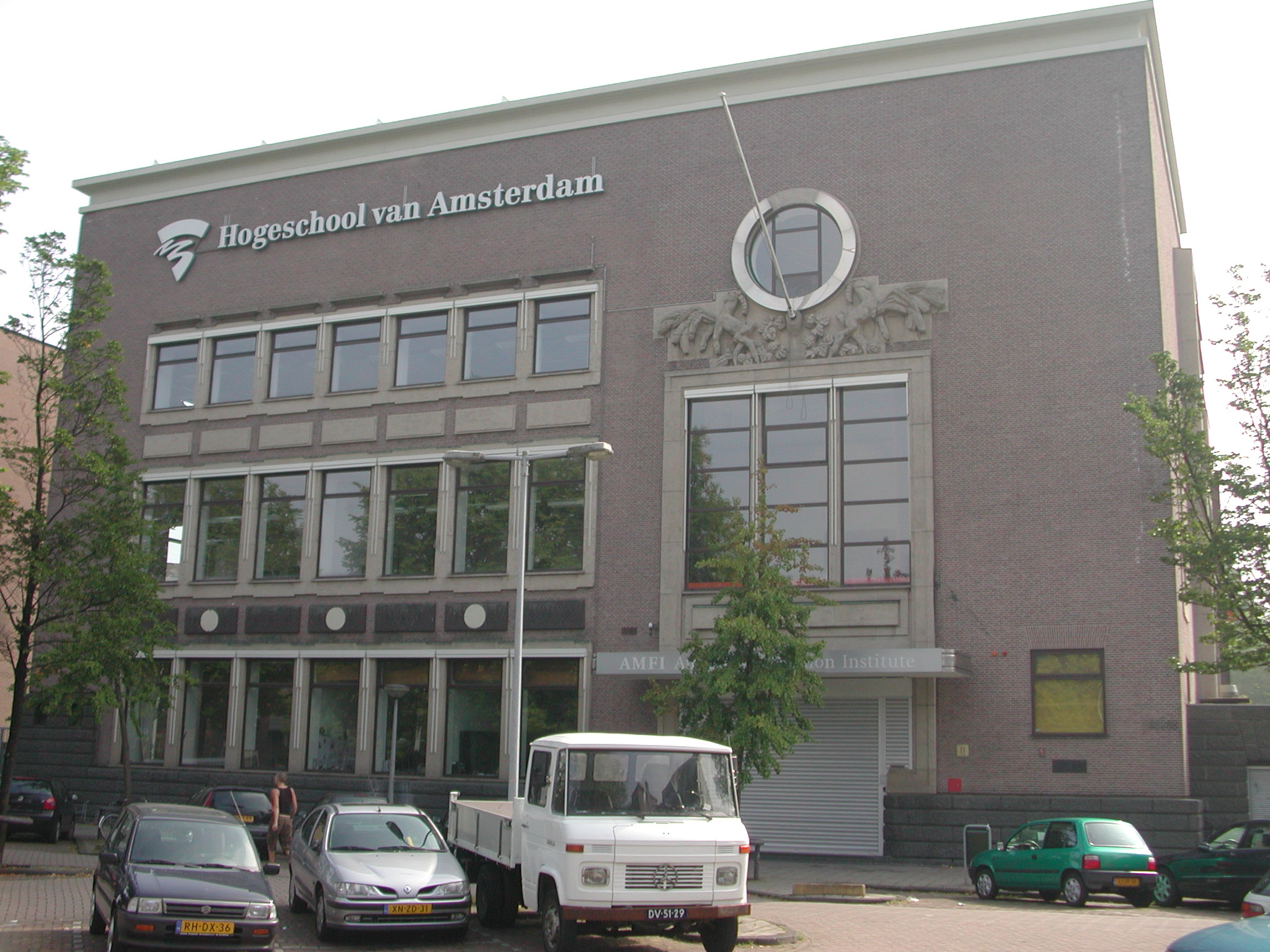
Antiga cervejaria Amstel na Holanda, agora uma escola.

No final do século XX, na Espanha, a Heineken International decidiu substituir a marca centenária local El Águila e convertê-la em Amstel. É a cerveja patrocinadora oficial da Copa Libertadores da América.

## Cervejas
A Heineken oferece várias cervejas da marca Amstel. Amstel Lager usa predominantemente malte pilsner claro, embora algum malte escuro também seja usado. É vendido em 75 países. Amstel Light é uma pale lager de 3,5% de álcool por volume (ABV) vendida nos EUA e na Holanda, uma variante de 2,5% ABV vendida na Nova Zelândia, 4,1% ABV no Reino Unido e 4,0% ABV no México. Amstel 1870 é uma cerveja 5% abv ligeiramente escura. Na França, uma cerveja chamada Amstel Free, com teor mínimo de álcool –cerca de um por cento ABV– é produzida. Uma cerveja sem álcool, Amstel Zero, pode ser comprado na Holanda, Grécia, Egito e alguns outros países. Amstel Ultra Light é uma cerveja fabricada pela Heineken México para o mercado mexicano.
A Amstel também comercializa um shandy chamado Amstel Radler em vários países. Contém 2% de álcool e é uma mistura de cerveja lager e limonada.